# Rivalidades de la selección de fútbol de España
Desde su creación en 1920, la selección española de fútbol ha mantenido una rivalidad deportiva con distintas selecciones nacionales marcadas por sus enfrentamientos a lo largo de la historia. Desde las cercanas Francia e Italia, con un carácter más deportivo, a las antiguas naciones socialistas del Este de Europa como la antigua selección soviética o la antigua selección yugoslava.
España posee también otras rivalidades como frente a la selección alemana o la vecina selección portuguesa, es el segundo equipo al que más veces se ha enfrentado España a lo largo de su historia. Sin embargo, hay otras selecciones europeas rivales de "La Furia Roja", como la selección holandesa, la selección belga o la selección inglesa. Pero, en menor intensidad o frecuencia.
En el balance global de sus enfrentamientos, España tan solo posee un balance negativo frente a 6 selecciones de las 92 a las que se ha enfrentado. De ellas, solo 3 siguen vigentes en la actualidad: Brasil, Países Bajos e Inglaterra, consideradas como algunas de las más potentes en el mundo del fútbol.

## Rivalidades históricas

### Inglaterra

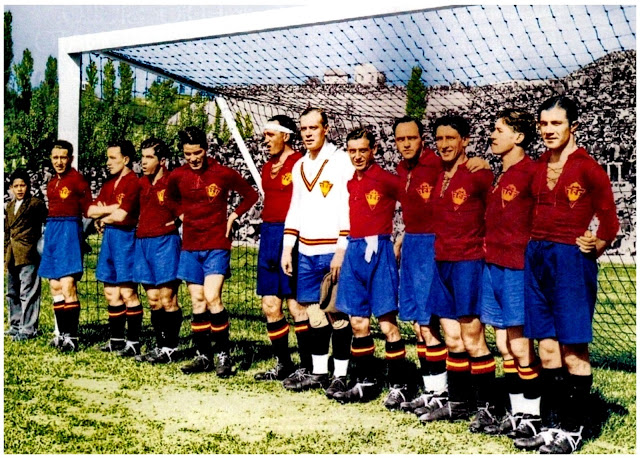

Las selecciones nacionales de fútbol de España e Inglaterra jugaron por primera vez en Madrid en 1929, en el antiguo Stadium Metropolitano de Madrid. Un partido histórico ya que significó la primera derrota de los ingleses en la Europa continental por 4-3, 24 años antes que la primera derrota de Inglaterra como local ante un rival no británico.
Desde entonces han acontecido dos enfrentamientos en Copas del Mundo (1950 y 1982), tres en Eurocopas, (1980, 1996 y 2024), dos encuentros de fase de clasificación para la Eurocopa de 1968 y dos en la reciente Liga de las Naciones 2018/2019, así como varios partidos amistosos
Brasil 1950
Maracaná fue escenario del legendario gol de Zarra que permitió a la selección española accedera a la Liguilla final de la Copa del Mundo, terminando cuarta en aquel Mundial, la mejor clasificación hasta 2010.
Matías Prats quien retransmitió los partidos de la selección consiguió que al término del partido el presidente de la Federación Española de Fútbol, Muñoz Calero, en estado euforico respondiese a Prats a petición de algún mensaje dirigido para el Caudillo: "Claro que sí: Excelencia, hemos vencido a la pérfida Albión y le dedicamos gustosos la victoria". Aquel exceso provocó la protesta de la Embajada inglesa y le costó la presidencia.
Los cuatro goles de Lineker
En un partido amistoso celebrado en el estadio Santiago Bernabéu, (estadio del Real Madrid), el 18 de febrero de 1987, Gary Lineker, en aquel entonces jugador del FC Barcelona marcó 4 goles para la victoria inglesa por 2-4. Esto no sería más que un dato estádistico que corroboraría una gran actuación si no fuera por el trasfondo que tiene, ya que Gary Lineker comentaría en Football & Fascism (un documental de la BBC del año 2004) la relación de colaboración y propaganda aún existente cuando él era jugador del Barça (1986-89) entre el Real Madrid y el poder ejecutivo del gobierno de España que aún se mantenía de la época franquista (algo señalado también por Johan Cruyff en su etapa como jugador blaugrana), aún después de haber pasado más de 10 años desde la muerte del dictador.
Eurocopa 1996
La víspera del partido de cuartos de final (22 de junio de 1996) que enfrentaba a ambas selecciones, y  tras la gran euforia provocada por la contundente victoria por 4-1 sobre Países Bajos fue aprovechado por la presa sensacionalista inglesa para lanzar mensajes de alta carga nacionalista contra España. Daily Mirror en su portada del 20 de junio publicaba un fotomontaje donde  un beefeater a punto de cortar el cuello a un torero; y en sus páginas interiores ofrecía una lista una lista de “Las diez cosas horribles que han dado los españoles a Europa. Entre ellas figuraban la sífilis, La Inquisición, la gripe española, Francisco Franco, además de otras más humorísticas como la paella, que catalogaban de ladrillo, o el flamenco, al que describían como "claqué para mujeres drogadas con speed”. Para finalizar con algunos consejos como que “España necesitará sentido del humor cuando caiga derrotada por Inglaterra”, ofreciendo para ello algunos chistes de! tipo: “¿Sabes cómo se llama a una chica guapa en España? Turista” o “¿Sabes por qué los hombres españoles se dejan bigote? Para parecerse a sus madre”. 
La prensa deportiva y generalista de España también respondió de manera airada en otro alegato nacionalista que servía de prólogo a la actividad periodística que es común en cada verano con motivo de las disminución de noticias procedentes de la actividad parlamentaria y que hacen que los contenidos se enfoquen en la situación de Gibraltar.
Fútbol contra el racismo
Previo al amistoso jugado en Madrid en otoño de 2004. Las selecciones de España e Inglaterra se sumaron a la Campaña Española en Contra del Racismo en el Fútbol, a petición de la Coalición Española contra el Racismo (CECRA). Los equipos salieron al terreno de juego con pancartas gigantes en inglés y español con el lema "Todos unidos contra el racismo", mientras por los monitores del estadio se mostrará el video "Unidos contra el racismo", producido por CECRA y la RFEF con el apoyo de UEFA. Sin embargo, tras la irrespetuosa pitada al himno inglés antes del inicio del partido, el mensaje que ambas selecciones habían lanzado en los prolegómenos pareció ser olvidado por el público asistente al estadio Santiago Bernabéu que lanzó insultos racistas hacia los jugadores ingleses.
El primer ministro británico, Tony Blair, manifestó estar muy decepcionado con lo acontecido en Madrid. Blair señaló que esos comportamientos no tenían cabida en el deporte ni en ningún otro ámbito. La reacción de la clase política inglesa mostó igualmente su indignación; el secretario de Estado para el Deporte, Richard Caborn, se declaró horrorizado e instó a que RFEF, UEFA y FIFA tomaran medidas ante lo sucedido; también el secretario de estado  británico  para  Europa, Denis McShane, y el alcalde de Londres, Ken Livingstone, se sumaron a las críticas. El edil calificó de “absolutamente deplorable este vergonzoso espectáculo”. Mientras, el Gobierno español tuvo que intervenir rápidamente ante la dimensión  que tomaron los acontecimientos condenando la actitud racista de un "grupo reducido" de seguidores españoles durante el desarrollo del España e Inglaterra en el Bernabéu.
Los hechos acontecidos supusieron una multa para la Real Federación Española de Fútbol, además de que fueron exprimidos por la prensa inglesa con motivo de la carrera olímpica entre Madrid y Londrés para ser sede de los Juegos Olímpicos de Verano en 2012.
El último partido de gran importancia fue en la gran final de la Eurocopa 2024 donde España venció (2-1) a Inglaterra coronándose la Furia Roja por 4 vez en el Torneo Continental
- Resumen contra Inglaterra:

| Competición      | PJ | G.ESP | E | G.ING | Gol ESP | Gol ING |
| ---------------- | -- | ----- | - | ----- | ------- | ------- |
| Copa del Mundo   | 2  | 1     | 1 | 0     | 1       | 0       |
| Eurocopa         | 5  | 1     | 1 | 3     | 4       | 6       |
| Liga de Naciones | 2  | 1     | 0 | 1     | 4       | 4       |
| amistosos        | 19 | 8     | 2 | 9     | 23      | 35      |
| Resumen (1)      | 27 | 10    | 4 | 13    | 28      | 44      |

| PJ: Partidos jugados.         |
| G.ESP: Ganador España.        |
| E: Empate.                    |
| G.ING: Ganador Inglaterra.    |
| Gol ESP: Goles de España.     |
| Gol ING: Goles de Inglaterra. |

Ver también: Rivalidad futbolística entre Inglaterra y España

### Unión Soviética (URSS) y sucesoras
Con la extinta selección soviética, precursora de la actual selección rusa, mantuvo una rivalidad histórica que se extendió más allá de los límites deportivos, debido principalmente a las diferencias políticas. Curiosamente, esta empezó sin haber disputado nunca un partido. A pesar de ello, en los doce partidos en los que se han enfrentado, únicamente se ha perdido un único choque.
Incomparecencia en Moscú
En el año 1960, con motivo de la fase de clasificación para la primera Eurocopa de 1960 que se celebraría en Francia, ambas selecciones, por aquel entonces dos de las más potentes del panorama futbolístico, debieron haberse enfrentado en la fase previa eliminatoria a doble partido de cuartos de final por la disputa de un puesto en la fase final del torneo.
Sin embargo, cuando la selección española iba camino de Moscú para jugar el partido de ida, el general Francisco Franco, jefe de Estado de España, ordenó que el equipo no disputase el encuentro, ya que no permitiría la entrada en suelo español del equipo soviético y en parte también por un temor a perder frente a un país comunista. España, en pleno régimen dictatorial franquista, chocaba fuertemente con el gobierno soviético, un Estado federal socialista. Unos años atrás, durante la Segunda Guerra Mundial, y pese a que España decidió en la Entrevista de Hendaya no participar en ella, mandó un grupo de voluntarios denominados la División Azul para integrarse dentro del ejército de la Alemania nazi, antigua aliada española, para luchar contra el Ejército rojo en la invasión alemana de la Unión Soviética.
Debido a estos precedentes, la decisión del dictador español de no jugar la eliminatoria fue tomada con cierta burla en el territorio del Este. El país soviético alegó que los españoles tenían miedo de ellos, mientras que España recibía un castigo económico por su decisión. Finalmente, pese a que se intentó llegar a un acuerdo para poder disputar los encuentros, la UEFA desestimó las opciones y la selección soviética se clasificó directamente a las semifinales del torneo que acabaría conquistando frente a la selección yugoslava por 2-1, y tras deshacerse en semifinales de la selección checoslovaca por 3-0, en un torneo marcado por la supremacía de los equipos de Europa del Este en la época.,,
El gol de Marcelino
Tras conocer toda Europa tal acontecimiento, que supuso un duro golpe en el prestigio de la competición y del equipo español por motivos ajenos a lo deportivo, la UEFA concedería a los hispanos el poder de acoger la siguiente cita. Así pues, la siguiente edición del torneo de 1964, se celebraría en España, y las dos selecciones volverían a encontrarse, esta vez en la final. Los recientes precedentes provocaron que el evento fuese más que un simple partido de fútbol. El partido, celebrado en un estadio Santiago Bernabéu presidido por Francisco Franco, se decantó del lado español por un 2-1 gracias a los tantos de Chus Pereda y Marcelino Martínez deshaciendo la igualada en el minuto 84 por el gol de Galimzyan Khusainov. España vencía a la selección capitaneada por el gran portero Lev Yashin y alzaba su primer trofeo de la competición igualando a los soviéticos en el palmarés.
De nuevo, con motivo de una nueva Eurocopa en 1972 que se celebraría en Bélgica, ambas selecciones quedaron encuadradas en el grupo 4 de la clasificación para la Eurocopa de 1972. En esta ocasión, los rusos accederían a la fase final del torneo tras quedar por encima de los españoles merced a su empate a cero en Sevilla y su victoria por 2-1 en Moscú (siendo la primera vez que la selección española viajaba a la entonces capital de la URSS). Edición en la que quedarían subcampeones tras perder la final frente a la selección occidental alemana por tres a cero.
No se volverían a ver las caras hasta la década siguiente, con una España que había sufrido un cambio político tras la muerte del dictador Francisco Franco para convertirse en una Monarquía Parlamentaria democrática. Un partido amistoso el 22 de enero de 1986 en Las Palmas de Gran Canaria daría con la victoria española por 2-0 con tantos de Julio Salinas y Eloy Olaya. Una victoria muy celebrada por los españoles, que veían cómo los soviéticos aún se mantenían en lo alto del fútbol mundial, mientras ellos vivían una etapa de transición, donde su mayor logro desde 1964 sería un subcampeonato en la edición de la Eurocopa de 1984. Sería la última vez que la URSS disputase un partido frente a España ya que apenas unos años después se produciría la disolución de «La Unión (Soyuz)».
Esta escisión, resultaría en la selección CEI contra la que se empataría a un gol en Valencia en el año 1992; y posteriormente en la selección rusa. A ésta, se le vencería por primera vez por 1-0 gracias al gol del debutante Bittor Alkiza el 23 de septiembre de 1998, mismo encuentro en el que debutaría José Antonio Camacho como seleccionador nacional. Ya bajo el nombre de Rusia, el equipo del Este perdería el potencial histórico, y con él, la rivalidad con los españoles, que desde su desmembramiento como la conocida Unión Soviética no ha conseguido vencer de nuevo a «La Roja».
En esos enfrentamientos cabe destacar pese a ello, el partido que ambas selecciones jugaron en la Eurocopa de 2004 de Portugal donde los rusos fueron eliminados junto a los españoles (a pesar de que les vencieron por 1-0) en la fase de grupos donde quedaron encuadrados con las dos finalistas de aquella edición (portugueses y griegos); y su doble enfrentamiento en la Eurocopa de 2008 de Austria y Suiza. En su enfrentamiento en la primera fase, España ganó por 4-1. Villa logró un «hat-trick» —18 años después de que lo lograra otro jugador español en la fase final de un gran torneo, Míchel en el Mundial de Italia— y posteriormente se volvieron a enfrentar en semifinales donde los españoles eliminaron a los rusos por un contundente 0-3 para finalmente conquistar el torneo por segunda vez en su historia gracias a un gol de Fernando Torres frente a la selección alemana. En ese intervalo de tiempo, se enfrentaron el 27 de mayo de 2006, en un choque amistoso que terminó en empate a cero y en que lo más resaltable fue el debut de Andrés Iniesta con la selección.

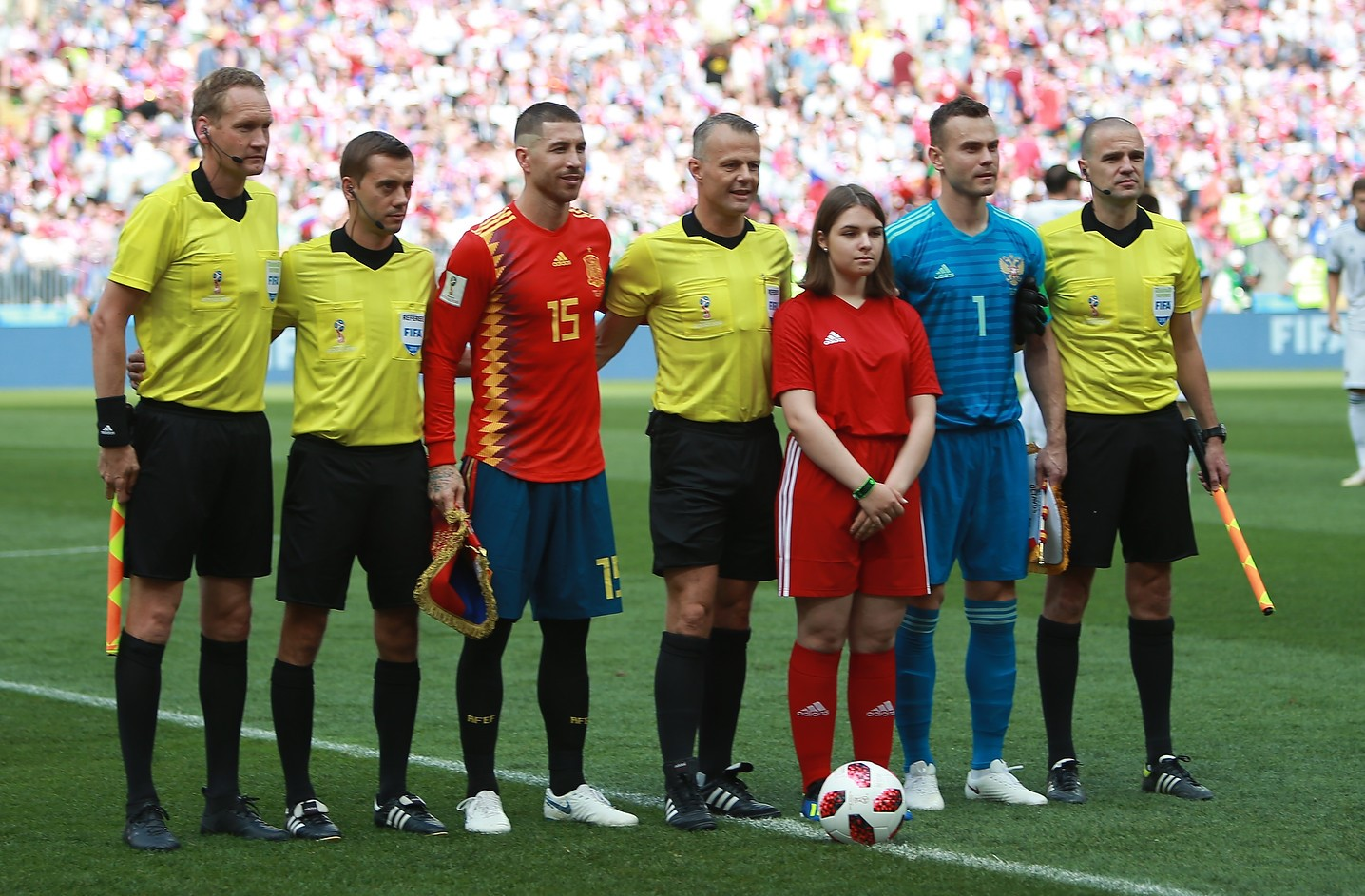

Nueve años después, el 14 de noviembre de 2017 volvieron a enfrentarse en un partido amistoso que terminó en empate a tres en San Petersburgo. Cabe destacar que en ese encuentro, Sergio Ramos logró batir un récord que mantenía un jugador del combinado nacional durante 90 años —Domingo Zaldúa— y era el de marcar dos goles de penalti durante los noventa minutos del encuentro.
Volvieron a enfrentarse al año siguiente, el 1 de julio, en los octavos de final del Mundial que se celebraba por primera vez en Rusia. El partido concluyó con un empate 1-1 y en la prórroga no se movió más el marcador. Al final, España cayó ante la anfitriona en la tanda de penaltis con un resultado de 3-4 para los rusos debido a los fallos de Koke y Iago Aspas.
- Resumen contra la Unión Soviética:

| Competición | PJ | G.ESP | E | G.URS | Gol ESP | Gol URS |
| ----------- | -- | ----- | - | ----- | ------- | ------- |
| Eurocopa    | 6  | 4     | 1 | 1     | 11      | 4       |
| Amistosos   | 5  | 2     | 3 | 0     | 7       | 4       |
| Resumen (1) | 11 | 6     | 4 | 1     | 18      | 8       |

| PJ: Partidos jugados.              |
| G.ESP: Ganador España.             |
| E: Empate.                         |
| G.URS: Ganador Unión Soviética.    |
| Gol ESP: Goles de España.          |
| Gol URS: Goles de Unión Soviética. |

| \| Edición \| Local \| Visitante \| Local \| Visitante \| Notas \| \| -------------------- \| -------- \| ----------------- \| ----------------- \| --------- \| ---------------------- \| \| España 1964 \| España 2 \| Unión Soviética 1 \| - \| - \| Final. \| \| Bélgica 1972 \| España 0 \| Unión Soviética 0 \| Unión Soviética 2 \| España 1 \| Fase de clasificación. \| \| Portugal 2004 \| España 1 \| Rusia 0 \| - \| - \| Primera fase. \| \| Austria y Suiza 2008 \| España 4 \| Rusia 1 \| - \| - \| Primera fase. \| \| Austria y Suiza 2008 \| - \| - \| Rusia 0 \| España 3 \| Semifinales. \| Datos actualizados: 11 de agosto de 2012. |          |                   |                   |           |                        |
| Edición | Local    | Visitante         | Local             | Visitante | Notas                  |
| España 1964 | España 2 | Unión Soviética 1 | -                 | -         | Final.                 |
| Bélgica 1972 | España 0 | Unión Soviética 0 | Unión Soviética 2 | España 1  | Fase de clasificación. |
| Portugal 2004 | España 1 | Rusia 0           | -                 | -         | Primera fase.          |
| Austria y Suiza 2008 | España 4 | Rusia 1           | -                 | -         | Primera fase.          |
| Austria y Suiza 2008 | -        | -                 | Rusia 0           | España 3  | Semifinales.           |

### Yugoslavia y sucesoras
Contra la selección yugoslava mantiene una rivalidad histórica proveniente de sus diferencias políticas con los países de Europa del Este. En sus enfrentamientos ha cosechado una fortuna dispar.
Su primer enfrentamiento se produjo en un amistoso jugado en Oviedo el 24 de abril de 1932, en el día en que Isidro Lángara, uno de los mejores goleadores en la historia española, debutaba con la selección y además marcaba un gol para vencer por 2-1. España devolvió la visita a los balcánicos al año siguiente, para empatar a un gol. Desde ese encuentro no volverían a verse las caras hasta tres décadas después.
La clasificación para el Mundial de 1970 de México  emparejó a ambos conjuntos en el Grupo 6 para disputar una única plaza de acceso a la Copa Mundial. Finalmente serían los belgas los que accediesen a la cita dejando fuera a ambos combinados.
El azar en los grupos de clasificación para las grandes citas, asentaría su rivalidad, tras tener que enfrentarse edición a edición para asegurarse sus participaciones.
El botellazo a Juanito
En la década de los 70 disputarían hasta 7 encuentros. Los primeros correspondieron a la fase de clasificación del Mundial de 1974 de Alemania, donde tras quedar empatadas a puntos y diferencia de goles en el primer puesto del Grupo 7, fue necesaria la disputa de un encuentro de desempate que vencerían los yugoslavos por 1-0 en Alemania Occidental, ya que el país teutón se encontraba dividido. Sin embargo los españoles pudieron desquitarse en el clasificatorio para el siguiente Mundial, que tendría lugar en Argentina. España se clasificó como primera del Grupo 8 dejando fuera a la selección yugoslava, que quedaría última de grupo por detrás de la selección rumana. Durante el transcurso de la clasificación, en el partido que España disputó en Yugoslavia, acontecerían una serie de sucesos extradeportivos que harían que el partido fuese recordado como «La Batalla de Belgrado» donde destacó el botellazo desde la grada de un aficionado yugoslavo al jugador español «Juanito».
Finalmente, y con la rivalidad más candente que nunca, disputarían otros dos nuevos partidos en el Grupo 3 de la fase de clasificación para la Eurocopa de 1980 de Italia. Con una victoria para cada uno en suelo rival, serían los otros resultados los que decantasen la balanza del lado español, superando a los balcánicos tan solo por un punto.
Emparejados históricamente en las grandes citas, el Mundial de 1982 de España no sería la excepción. Encuadrados en el Grupo E de la primera ronda, los anfitriones clasificarían en detrimento de los yugoslavos, con los que empataron a puntos, pero ganaron en su enfrentamiento directo, eliminándoles así y provocando su peor clasificación final en la Copa Mundial al finalizar decimosextos.
En sus tres siguientes enfrenatamientos, que fueron de carácter amistoso, en conjunto saldría victoriosa Yugoslavia.
Pero el último partido que disputarían España y Yugoslavia, sería oficial: en el Campeonato Mundial de 1990 de Italia. Después vendría la desmembración de Yugoslavia, con lo que la selección pasaría a ser sustituida por la selección federal yugoslava, perteneciente al nuevo estado surgido de Serbia y Montenegro en la renombrada República Federal de Yugoslavia. En dicho enfrentamiento, perteneciente a los octavos de final, los yugoslavos vencerían por 2-1 en un partido decidido por un lanzamiento de falta directa en la prórroga, del que Míchel saldría muy criticado.
De nuevo, ya bajo la nueva denominación, se enfrentarían en el Grupo 6 de la clasificación mundialista de 1998 de Francia en la que los españoles, que contaban con el reciente debut de Raúl González, aventajarían en tres puntos a los yugoslavos, que deberían buscar plaza para Francia mediante la repesca. Los dos enfrentamientos entre ambos se saldó en una victoria por 2-0 en Mestalla y un empate a uno en Belgrado.
El gol de Alfonso en la Eurocopa de 2000
Se llegaba a otro de los momentos más recordados entre ambas selecciones, en la disputa de la Eurocopa del año 2000 celebrada en Bélgica y los Países Bajos.  
España se encontraba tercera del Grupo C por detrás de yugoslavos y noruegos, a falta del último partido frente a los balcánicos. Con los partidos jugados simultáneamente, se llegaba al minuto 90 de ambos, donde Noruega empataba a cero con la selección eslovena, lo que hacía que a España solo le valiese la victoria en el encuentro que iba perdiendo a falta de los últimos minutos de descuento. A los 4 minutos de prolongación, Gaizka Mendieta anotaba un penalti para empatar el partido, y tan solo un minuto después, en el quinto de descuento, y a falta de 10 segundos de cumplirse el final, Guardiola colgaba un balón desde campo propio al área rival, para que lo cabezease hacia atrás Ismael Urzaiz y rematase a la red de una certera volea Alfonso Pérez para situar el 4-3 final que daría a ambas selecciones el pase a cuartos de final. Un gran encuentro futbolístico, y último frente a los yugoslavos, que de nuevo cambiarían su panorama político y estatal, pasando a denominarse selección serbiomontenegrina de Serbia y Montenegro, antes de pasar definitivamente a ser conocida como la selección serbia, tras separarse esta última en esos dos estados de manera independiente en el año 2006.
Dos empates (a cero en Belgrado y a uno en Madrid) sería el balance entre ellas en el Grupo 7 de la clasificación del Mundial de 2006 de Alemania, que clasificarían a los serbios y llevarían a España a tener que jugar la repesca.
Bajo su nueva denominación, Serbia, hasta 2019 se han enfrentado una única ocasión, en un partido amistoso que ganó «La Roja» por 2-0, en dicho encuentro, el debutante Adrián, fue el más destacado del choque, marcó el primer gol y forzó un penalti que marcó Cazorla, como preparatorio de la Eurocopa 2012 de Polonia y Ucrania donde España conquistaría el título.
Si bien es cierto que su mayor rivalidad fue bajo la denominación de Yugoslavia, los encuentros frente a los serbios se siguen esperando entre ambas con especial interés, más aún cuando se despertaron en los últimos años viejas rencillas a través del tenis, donde Rafael Nadal y Novak Djokovic se encuentran en constante disputa del número uno mundial, con el permiso de Roger Federer.
- Resumen contra Yugoslavia:

| Competición | PJ | G.ESP | E | G.YUG | Gol ESP | Gol YUG |
| ----------- | -- | ----- | - | ----- | ------- | ------- |
| Eurocopa    | 3  | 2     | 0 | 1     | 6       | 5       |
| Mundial     | 13 | 5     | 6 | 2     | 13      | 9       |
| Amistosos   | 6  | 3     | 1 | 2     | 7       | 5       |
| Resumen (2) | 22 | 10    | 7 | 5     | 26      | 19      |

| PJ: Partidos jugados.         |
| G.ESP: Ganador España.        |
| E: Empate.                    |
| G.YUG: Ganador Yugoslavia.    |
| Gol ESP: Goles de España.     |
| Gol YUG: Goles de Yugoslavia. |

## Rivalidades actuales

### Portugal

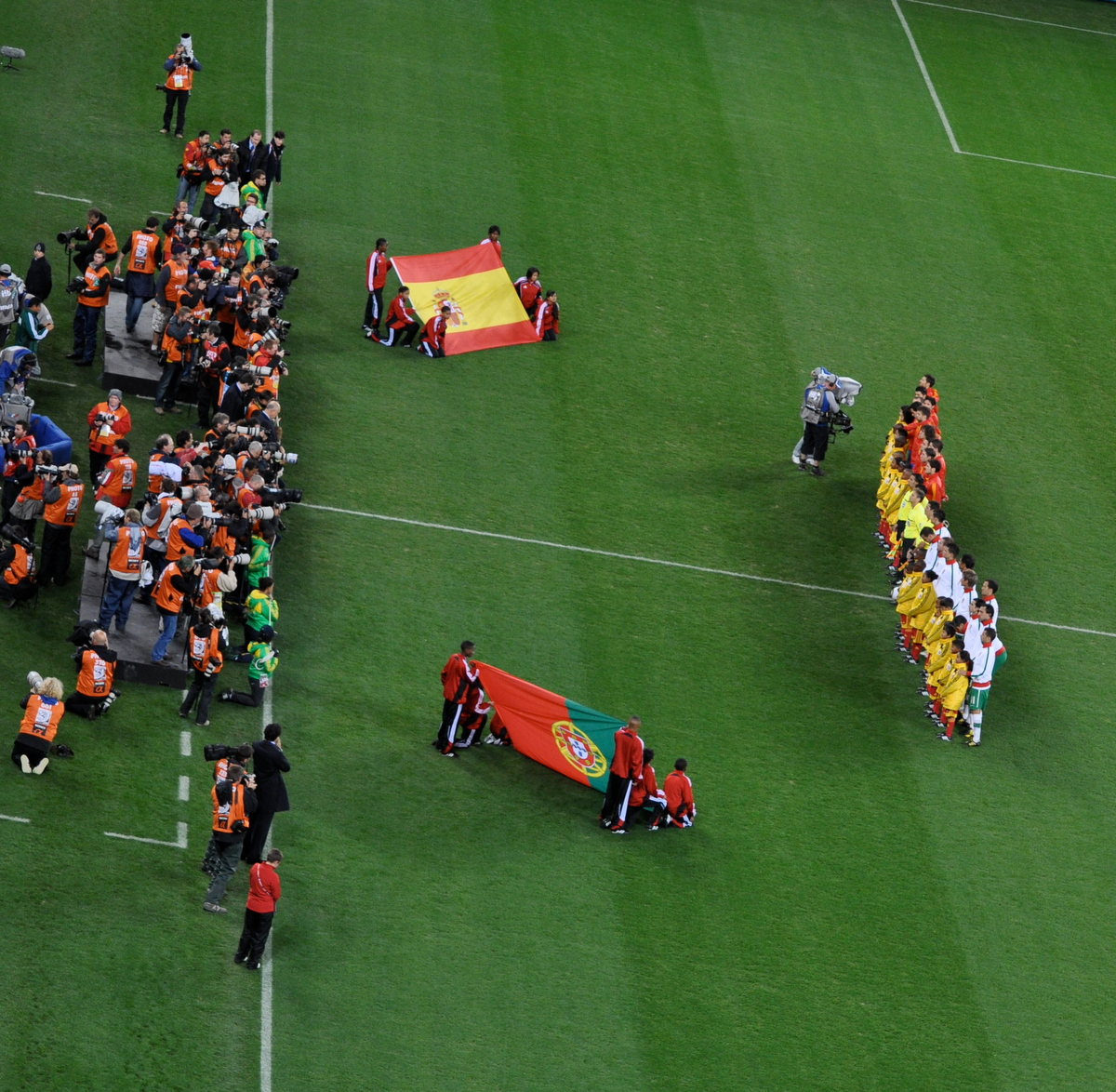

La selección portuguesa es el equipo de fútbol al que más veces se ha enfrentado el combinado español y frente a quien disputa el Derbi Ibérico, con un total de 36 partidos. La rivalidad en sus partidos, propia de países vecinos, proviene de las diferencias históricas a lo largo de la historia de ambos países.
En la década de los 90, se disputaron hasta 3 partidos amistosos frente a los lusos y curiosamente todos acabaron en empate: 1-1 (16.01.1991), 0-0 (15.01.1992) y 2-2 (19.01.1994).
Hasta después de 8 años no Al año siguiente,
Poco después del gol portugués estuvo a punto de marcar Fernando Torres, pero su remate ante el guardameta luso, Ricardo Pereira, se estrelló en el poste. Más tarde, «Juanito», que debutó en el campeonato, remató de cabeza al travesaño tras un córner. «La Furia Roja» se volcó al ataque hasta el final, aunque dejó tantos espacios que Portugal dispuso de varias ocasiones claras para aumentar la diferencia.
Además, España se despidió de la primera fase, con solo dos goles a su favor, algo que no ocurría desde la Eurocopa de 1980 celebrada en Italia.
- Resumen contra Portugal:[46]

| Competición | PJ | G.ESP | E  | G.POR | Gol ESP | Gol POR |
| ----------- | -- | ----- | -- | ----- | ------- | ------- |
| Eurocopa    | 3  | 0     | 2  | 1     | 1       | 2       |
| Mundial     | 5  | 4     | 1  | 0     | 19      | 4       |
| Amistosos   | 28 | 13    | 10 | 5     | 54      | 35      |
| Resumen (4) | 36 | 17    | 13 | 6     | 74      | 41      |

| PJ: Partidos jugados.       |
| G. ESP: Ganador España.     |
| E: Empate.                  |
| G. POR: Ganador Portugal.   |
| Gol ESP: Goles de España.   |
| Gol POR: Goles de Portugal. |

| \| Edición \| Local \| Visitante \| Local \| Visitante \| Notas \| \| ---------------------- \| -------- \| ---------- \| ---------- \| --------- \| --------------- \| \| Francia 1984 \| - \| - \| Portugal 1 \| España 1 \| Fase de grupos. \| \| Portugal 2004 \| España 0 \| Portugal 1 \| - \| - \| Fase de grupos. \| \| Polonia y Ucrania 2012 \| - \| - \| Portugal 0 \| España 0 \| Semifinales. \| Datos actualizados: 10 de agosto de 2012. |          |            |            |           |                 |
| Edición | Local    | Visitante  | Local      | Visitante | Notas           |
| Francia 1984 | -        | -          | Portugal 1 | España 1  | Fase de grupos. |
| Portugal 2004 | España 0 | Portugal 1 | -          | -         | Fase de grupos. |
| Polonia y Ucrania 2012 | -        | -          | Portugal 0 | España 0  | Semifinales.    |

| \| Edición \| Local \| Visitante \| Local \| Visitante \| Notas \| \| -------------- \| ---------- \| ---------- \| ---------- \| --------- \| ---------------------- \| \| Italia 1934 \| España 9 \| Portugal 0 \| Portugal 1 \| España 2 \| Fase de clasificación. \| \| Brasil 1950 \| España 5 \| Portugal 1 \| Portugal 2 \| España 2 \| Fase de clasificación. \| \| Sudáfrica 2010 \| España 1 \| Portugal 0 \| - \| - \| Octavos de final. \| \| Rusia 2018 \| Portugal 3 \| España 3 \| - \| - \| Fase de grupos. \| Datos actualizados: 15 de junio de 2018. |            |            |            |           |                        |
| Edición | Local      | Visitante  | Local      | Visitante | Notas                  |
| Italia 1934 | España 9   | Portugal 0 | Portugal 1 | España 2  | Fase de clasificación. |
| Brasil 1950 | España 5   | Portugal 1 | Portugal 2 | España 2  | Fase de clasificación. |
| Sudáfrica 2010 | España 1   | Portugal 0 | -          | -         | Octavos de final.      |
| Rusia 2018 | Portugal 3 | España 3   | -          | -         | Fase de grupos.        |

### Italia
La rivalidad se remonta casi desde el comienzo de su historia. España ha disputado 39 partidos contra Italia — siendo hasta la fecha con el rival que más veces se ha enfrentado — y estos le han dejado un balance.
La primera vez que se enfrentarían, sería el mismo año del nacimiento de la selección española, en 1920. Con motivo de los Juegos Olímpicos de 1920 de Amberes, Bélgica, las dos selecciones se cruzaron en la fase eliminatoria por la disputa del podio. Los españoles vencieron 0-2 gracias a un doblete de Félix Sesúmaga que dejaba a los italianos sin poder disputar las medallas, donde finalmente España conquistaría la de plata.
Tras un amistoso que finalizaría con empate a cero, los italianos se vengarían en la siguiente cita olímpica en París en 1924. Con una victoria por 1-0 con un autogol de Pedro Vallana, los de la «Azzurra» eliminarían a los españoles en la fase preliminar y disputarían la fase final.
La Mayor derrota de la selección
Con el saldo igualado para las dos selecciones, eran los rivales a batir en las grandes citas, y el destino quiso que así fuera durante los siguientes años. De nuevo sus caminos volvían a cruzarse en unos Juegos Olímpicos, esta vez en los Juegos de 1928 de Ámsterdam. Tras empatar a un gol en los cuartos de final, hubo de disputarse un partido de desempate en el que los italianos infligirían la que hasta el momento era y sigue siendo la peor derrota sufrida por los españoles. Un contundente 7-1 que los eliminaba del torneo y en el que José María Yermo Solaegui salvaba la honra roja al anotar el solitario gol español.
Fútbol y fascismo
En el Mundial de 1934, el primer realizado en Italia, "La Furia Roja", como es conocida, después de haber eliminado a Brasil del delantero Leônidas por 3-1 en Génova, sigue para Florencia para enfrentar a los anfitriones. Bajo las órdenes del dictador Benito Mussolini. Con las manos de hierro del dictador, no había otra opción a la Squadra Azzurra: Vincere o morire! (¡Vencer o morir!, en italiano). Sin embargo, España, con muchas dificultades, obligó a los anfitriones a disputar un nuevo partido de desempate. Gracias, sobre todo, a las milagrosas manos del leyendario portero Ricardo Zamora. El primer partido entre ellos quedó empatado en 1-1. El nuevo partido, en la misma ciudad, fue una guerra (como la anterior). Y, con la ayuda del arbitraje, ganó Italia 2-1. La rivalidad desde ese momento sería perpetua, y pese a que no se enfrentarían en partido oficial hasta décadas después, quedaría marcado en sus enfrentamientos.
No se verían las caras hasta la Eurocopa de 1980 de nuevo en Italia (0-0) y en la Eurocopa de 1988 en Alemania Federal (1-0) donde ambas quedarían encuadradas en el mismo grupo, y de nuevo la balanza caería del lado de la «Azzurra», siendo una de las culpables de la eliminación española. Pronto se viviría otro de los momentos más cálidos que se recuerdan de esta histórica rivalidad.
El codazo de Tassotti
En el Mundial de 1994 de los Estados Unidos, se encontraron en la ronda maldita para los españoles, los cuartos de final. Perdiendo el combinado español por 2-1 tras el gol de Roberto Baggio que anotaba en un contraataque pocos minutos después de que Julio Salinas errase una clara oportunidad en un mano a mano con Gianluca Pagliuca, el partido llegaba a su conclusión. Fue entonces cuando en el último minuto del tiempo de prolongación, Mauro Tassotti propinaba un codazo a Luis Enrique que le fracturó la nariz y que hubiese supuesto la expulsión y un lanzamiento de penalti si el árbitro lo hubiese señalado.
A pesar de que no volverían a cruzarse en choque oficial hasta trascurridos cerca de 15 años, no impidió que se enfrentaran a lo largo de ese tiempo en cuatro partidos amistosos. El 17 de noviembre de 1998, Transcurridos dos años, el 29 de marzo de 2000, la selección española venció a la Azzurra por 2-0 (triunfo que no se había acontecido desde 1978), meses después Italia acabaría como subcampeona del Viejo Continente. Cuatro años después, se enfrentaron en partido primer gol de Torres con la selección homenaje a Roberto Baggio Curiosamente, ambas selecciones fueron eliminadas en la primera fase de la Eurocopa de Portugal (ganada por Grecia).
España llevaba ya casi tres cuartos de siglo sin vencer a Italia en partido oficial, hasta que se llegaba, a las cosas del destino, los cuartos de final de la Eurocopa de 2008 de Austria y Suiza. Tras finalizar el encuentro 0-0, los españoles consiguieron romper el maleficio contra el conjunto italiano que en ese momento era el actual campeón del mundo. La tanda de penaltis caería del lado español, para alcanzar las semifinales y posteriormente alzar el título de campeones. Con esta victoria, España rompía dos maldiciones: la de pasar por primera vez en su historia los cuartos de final en una gran competición y la de ganar una eliminatoria en la tanda de penaltis en el día 22 de junio.
Tuvieron que transcurrir 17 años, para que Italia volviera a vencer a «La Roja», esta victoria sucedió en un choque amistoso celebrado en Bari y con el marcador de 2-1.
Se revivirían viejos encuentros, en la disputa de la Eurocopa de 2012 de Polonia y Ucrania. Ambos ubicados en el grupo C empatarían a un tanto en la fase de grupos, y llegaban, como único precedente donde se desvanecían las rencillas entre ambos, dependiendo unos de otros para su clasificación a cuartos de final si fallaban en su respectivo partido. Finalmente, no fallarían, y el resultado de ambos les valdría para clasificarse. Sin embargo, volvería la rivalidad cuando ambas selecciones se enfrentasen en la final del campeonato, la primera vez que ambas selecciones se encontraban en una final. Final que se vería enmarcada en los anales de la historia del fútbol español con una increíble victoria española por 4-0 ante la selección italiana, que fue vapuleada con este severo correctivo. Concediósele así su tercera victoria continental y la famosa triple corona a «La Roja».
Un año después, ambas selecciones volvieron a cruzarse en un partido oficial, las semifinales de la Copa Confederaciones 2013, un encuentro que finalizó en empate sin goles y del que España salió de nuevo vencedor en los penaltis (7-6).
El 5 de marzo de 2014, volvieron a enfrentarse pero en esta ocasión en un partido amistoso disputado en el estadio Vicente Calderón de Madrid, venciendo España por un tanto a cero, gol de Pedro. Antes de que empezara el choque, se homenajeó tanto en la grada como en el terreno de juego a Luis Aragonés, que falleció el pasado 1 de febrero de ese mismo año. En este partido debutó Diego Costa, además con la victoria se consiguió establecer el récord de 31 partidos jugados como local sin conocer la derrota.
Dos años después, en el año 2016 se enfrentaron contra los transalpinos en tres ocasiones El primero de ellos tuvo lugar en marzo
(unos meses antes de la Eurocopa 2016 de Francia) en el estadio Stadio Friuli y acabó con empate a 1. Más tarde se encontraron en la misma Eurocopa 2016, en la que los españoles cayeron ante Italia en octavos de final por 2-0 debido a los goles de Chiellini y Pellè. El último partido entre ambas selecciones en 2016 correspondió a la fase de clasificación del Mundial 2018 y acabó 1-1. El partido de vuelta de dicha fase clasificatoria tuvo lugar prácticamente un año después y España venció a Italia por 3-0 en suelo español. Este encuentro supuso prácticamente la clasificación directa para los españoles y un duro revés para los transalpinos, que vieron como sus opciones pasaban por la repesca. Finalmente, Italia jugó contra la selección de Suecia, no fue capaz de superar la repesca y dejó escapar la última oportunidad para conseguir un billete a Rusia 2018.
En la Eurocopa 2020 disputada hasta el 2021 debido a la pandemia del Covid 19 ambos equipos se enfrentarían en las semifinales del torneo donde el resultado fue un empate (1-1) llegando hasta la definición de los tiros de penal donde la escuadra azurra se impuso (4-2) y a la postre saldría campeona del torneo.
En la Liga de Naciones nuevo torneo creado por la UEFA, en la edición 2020/2021 La Furia Roja venció (2-1) en las semifinales de la fase final en condición de visitante a la azurri, y en la edición 2022/2023 de igual forma en semifinales de la fase final nuevamente derrota por el mismo marcador (2-1) a los italianos.
En la edición de la Eurocopa 2024 italianos y españoles quedan emparejados en el grupo B donde el resultado fue favorable para los ibéricos (1-0) al derrotar a los transalpinos siendo esta la octava vez que se enfrentaron en el torneo continental.
- Resumen de enfrentamientos:[65]

| Competición      | PJ | G.ESP | E  | G.ITA | Gol ESP | Gol ITA |
| ---------------- | -- | ----- | -- | ----- | ------- | ------- |
| Eurocopa         | 8  | 2     | 4  | 2     | 7       | 5       |
| Mundial          | 5  | 1     | 2  | 2     | 6       | 5       |
| Confederaciones  | 1  | 0     | 1  | 0     | 0       | 0       |
| Juegos Olímpicos | 4  | 1     | 1  | 2     | 4       | 9       |
| Liga de Naciones | 2  | 2     | 0  | 0     | 4       | 2       |
| Amistosos        | 21 | 8     | 8  | 5     | 25      | 25      |
| Resumen          | 41 | 14    | 16 | 11    | 46      | 46      |

| PJ: Partidos jugados.     |
| G.ESP: Ganador España.    |
| E: Empate.                |
| G.ITA: Ganador Italia.    |
| Gol ESP: Goles de España. |
| Gol ITA: Goles de Italia. |

### Francia
La rivalidad con Francia, propia de países vecinos, se fue forjando en la antigüedad, cuando el Imperio Español vivía sus mayores momentos de esplendor. Grandes disputas por la supremacía europea forjaron una fuerte rivalidad entre ambos países, que fue decayendo hasta el siglo XIX y la actualidad, cuando el deporte español se ha visto encumbrado por los logros de sus deportistas.
El fútbol, deporte identificativo de muchos países, es el que marca la tendencia, y el recelo entre unos y otros se veía reflejado en los éxitos del otro. Una rivalidad deportiva que muchos medios consideran de envidias que llegó a trascender a otros deportes como el baloncesto, o el tenis, donde los franceses, tras 29 años sin ganar un Grand Slam, veían cómo sus vecinos se alzaban con hasta 15 triunfos del más prestigioso trofeo francés, el Roland Garros, y algunos medios de comunicación franceses llegaron a verter acusaciones sobre dopaje en el deporte español. Acusaciones iniciadas por personas reconocidas como el extenista galo Yannick Noah, respaldadas por el prestigioso diario francés Le Monde, y parodiadas por un conocido programa con clave de humor satírico, Las noticias del guiñol en su edición francesa.
En sus disputas futbolísticas, disputaron su primer partido amistoso en 1922 en Burdeos con victoria española por 0-4 con dobletes de Paulino Alcántara y Travieso, sus siguientes 17 choques, serían de carácter amistoso, a pesar de ello, cabe destacar algunos de ellos: En 1929, en Zaragoza, España la derrotó por 8 a 1, la que es una de las mayores derrotas sufridas por el combinado galo. En 1949, la venció por 1-5, siendo hasta la actualidad la mayor victoria española en suelo francés. En 1968, la derrotó en suelo francés por 1-3, y no se volvería a ganar en tierras galas hasta 42 años después, el 3 de marzo de 2010, cuando la venció en el estadio de Saint Denis por 0-2.
En el año 1984, ambas selecciones se enfrentaban en su primer partido oficial, en la final de la Eurocopa celebrada en Francia. Un equipo liderado por Michel Platini vencía por 2-0 a los españoles en un partido que sería recordado por el error de Luis Miguel Arconada y que privaba del éxito a los españoles tras 20 años esperando por disputar otra final europea. El vecino francés ratificaba así la rivalidad existente fuera del panorama futbolístico y se convertiría desde entonces en uno de sus mayores rivales. Desde entonces, han sido varias las ocasiones que los españoles han intentado vengar aquella cita. En las eliminatorias rumbo a la Eurocopa 1992 los galos doblegaban a los ibéricos 2-1 de visitantes y de locales 3-1 privándolos de participar en el torneo continental en Suecia. En el torneo continental de 1996 ambos equipos quedaron encuadrados en el grupo B donde firmaron un empate (1-1)
El 28 de enero de 1998, en un partido amistoso de preparación para el Mundial contra la selección francesa, en Saint-Denis, «La Roja» perdió por 1-0 con un gol de Zinedine Zidane en el minuto 20. La derrota de este choque supuso la inauguración del Stade de France que albergaría el encuentro inaugural y de la final del cercano Mundial y, además, España perdió su trayectoria de 31 partidos sin conocer la derrota.
Eliminados por los galos en los cuartos de final de la Eurocopa del año 2000 celebrada en Bélgica y los Países Bajos y en los octavos de final del Mundial del año 2006 de Alemania.
Final de la «maldición en los partidos oficiales»
Los españoles veían cómo en los partidos importantes y oficiales Francia era superior dejando a los españoles sin victorias, hasta que en la Eurocopa del año 2012 de Polonia y Ucrania finalmente España doblegaba al «Once del gallo» en los cuartos de final, donde acabó imponiéndose por 2-0. Tras el encuentro, y según el diario L'Équipe, el seleccionador francés Laurent Blanc decidió abandonar el cargo.
Poco tardarían en verse de nuevo las caras, cuando el sorteo de clasificación del Mundial de 2014 de Brasil les encuadraría en el mismo grupo de la fase clasificatoria europea. En el primer encuentro disputado en Madrid el conjunto galo puso en muchos aprietos a los españoles tras el 1-0 inicial obra de Sergio Ramos y un penalti desperdiciado por Cesc Fàbregas. Fue entonces cuando Francia encontró su ritmo de partido, y acosó a la meta de Iker Casillas que se vio desbordada por el juego galo tras el descanso, merced también a dos desafortunadas lesiones de David Silva y Álvaro Arbeloa. El empuje acabaría dando sus frutos, cuando a falta de 1 minuto para la conclusión del tiempo añadido, un error de Juanfran facilitaría un rápido contraataque francés que culminaría con un gol de cabeza de Olivier Giroud a pase de Franck Ribéry estableciendo el 1-1 final que dejaba a ambos equipos empatados a puntos para lograr la clasificación mundialista. Y para terminar, España con ese empate cortaba su récord 24 victorias consecutivas en partidos de fases de clasificación. En el encuentro de vuelta, que se disputó en el Stade de France, el conjunto español ganaba por 0-1 y vencía por primera vez en un partido oficial a los franceses en su territorio. El gol de la victoria lo marcó Pedro en el minuto 58. En el primer tiempo, en el minuto 30, el colegiado húngaro Viktor Kassai no pitó un claro penalti que cometió el guardameta Hugo Lloris a Pedro. En este choque, Víctor Valdés, el sustituto de Casillas, que no disputó el choque porque estaba recuperándose de una lesión, realizó dos grandes paradas que evitaron el tanto francés.
Tres años después, el 28 de marzo de 2017 se vieron de nuevo las caras en el Stade de France y España derrotó 0-2 con goles de Silva y Deulofeu al combinado galo en un partido que sirvió para comprobar la eficacia del VAR (videoarbitraje) a pesar de tratarse de un amistoso. De hecho, la tecnología resultó decisiva para anular un gol de Antoine Griezmann en fuera de juego y dar validez al segundo tanto español, que en un principio por fue anulado por el juez de línea. 
Se volverían encontrar en un partido oficial el 10 de octubre del 2021 en la Fase Final de la edición de la Liga de Naciones de la UEFA 2020/2021 donde disputarían el partido definitivo para coronarse campeón de la segunda edición de este nuevo torneo creado por la UEFA quedando el resultado (2-1) favorable a los galos.
El 9 de julio en la Eurocopa 2024 se enfrentarían en las semifinal de este torneo, Francia se adelanto en el marcador pero la reacción de España permitió una rápida remontada quedando el resultado final (2-1) a favor de la Furia Roja privando a los franceses de disputar la final continental, a la postre los españoles saldrían campeones de este torneo.
- Resumen contra Francia:

| Competición | PJ | G.ESP | E | G.FRA | Gol ESP | Gol FRA |
| ----------- | -- | ----- | - | ----- | ------- | ------- |
| Eurocopa    | 7  | 2     | 1 | 4     | 8       | 11      |
| Mundial     | 3  | 1     | 1 | 1     | 3       | 4       |
| Amistosos   | 24 | 13    | 5 | 6     | 52      | 22      |
| Resumen     | 33 | 15    | 7 | 11    | 61      | 36      |

| PJ: Partidos jugados.      |
| G.ESP: Ganador España.     |
| E: Empate.                 |
| G.FRA: Ganador Francia.    |
| Gol ESP: Goles de España.  |
| Gol FRA: Goles de Francia. |

| \| Edición \| Local \| Visitante \| Local \| Visitante \| Notas \| \| --------------------------- \| -------- \| --------- \| --------- \| --------- \| ---------------------- \| \| Francia 1984 \| - \| - \| Francia 2 \| España 0 \| Final. \| \| Suecia 1992 \| España 1 \| Francia 2 \| Francia 3 \| España 1 \| Fase de clasificación. \| \| Inglaterra 1996 \| - \| - \| Francia 1 \| España 1 \| Primera fase. \| \| Bélgica y Países Bajos 2000 \| España 1 \| Francia 2 \| - \| - \| Cuartos de final. \| \| Polonia y Ucrania 2012 \| España 2 \| Francia 0 \| - \| - \| Cuartos de final. \|actualizados: 10 de agosto de 2012. |          |           |           |           |                        |
| Edición | Local    | Visitante | Local     | Visitante | Notas                  |
| Francia 1984 | -        | -         | Francia 2 | España 0  | Final.                 |
| Suecia 1992 | España 1 | Francia 2 | Francia 3 | España 1  | Fase de clasificación. |
| Inglaterra 1996 | -        | -         | Francia 1 | España 1  | Primera fase.          |
| Bélgica y Países Bajos 2000 | España 1 | Francia 2 | -         | -         | Cuartos de final.      |
| Polonia y Ucrania 2012 | España 2 | Francia 0 | -         | -         | Cuartos de final.      |

| \| Edición \| Local \| Visitante \| Local \| Visitante \| Notas \| \| ------------- \| -------- \| --------- \| --------- \| --------- \| ---------------------- \| \| Alemania 2006 \| España 1 \| Francia 3 \| - \| - \| Octavos de final. \| \| Brasil 2014 \| España 1 \| Francia 1 \| Francia 0 \| España 1 \| Fase de clasificación. \| Datos actualizados: 27 de marzo de 2013. |          |           |           |           |                        |
| Edición | Local    | Visitante | Local     | Visitante | Notas                  |
| Alemania 2006 | España 1 | Francia 3 | -         | -         | Octavos de final.      |
| Brasil 2014 | España 1 | Francia 1 | Francia 0 | España 1  | Fase de clasificación. |

### Alemania
Alemania y España son dos de las selecciones europeas más laureadas. Ambas dominan el palmarés de la Eurocopa con 3 títulos para los teutones y 4 para los ibéricos
Tras la división del país germano en la Alemania Federal en la parte occidental, y la Alemania Democrática en la parte oriental, la UEFA y la FIFA permitieron que el país compitiese con dos selecciones de fútbol diferentes, representativas de cada estado: la selección occidental alemana y la selección oriental alemana.
El primer partido oficial entre España y Alemania Federal fue en la fase de grupos de la Copa Mundial de Futbol de 1966 con victoria Alemana (2-1), después se enfrentaron en la fase de clasificación para la Eurocopa 1976 en el partido de ida jugado en España los ibéricos logran un empate (1-1) y en la vuelta jugado en Alemania los teutones vencen (2-0). Frente a la República Democrática de Alemania (RDA) se enfrentaron por primera vez en 1980, en dos encuentros amistosos, donde el conjunto español no fue capaz de vencer. Estos choques sirvieron para prepararse ante la cita del Mundial de 1982, en el que España era el organizador. En la cita mundialista, se enfrentaron en el partido decisivo para disputar las semifinales y la República Federal de Alemania sería su verdugo venciendo (1-2), ocasionando que España cerrase su participación como la peor actuación de una selección organizadora de un Mundial hasta la fecha.
Sin embargo, España pudo resarcirse de la derrota y la eliminación apenas dos años después, en la Eurocopa 1984 de Francia. Ambos conjuntos se encontraron en el Grupo B, y tras vencer por 1-0 gracias a un gol de Antonio Maceda en el minuto 90, España y la selección portuguesa serían los que avanzasen a semifinales. En los primeros 45 minutos, Lobo Carrasco falló un penalti y Alemania mandó tres tiros a la madera de la portería defendida por Arconada, que realizó una meritoria intervención a Rummenigge en el minuto 78 del choque.
La última vez que la selección española se enfrentaría a la República Federal de Alemania fue en la Eurocopa 1988 celebrada en el país teutón. En el complicado Grupo A, los alemanes vencerían por 2-0, y eliminarían a España del torneo tras el subcampeonato en la edición anterior.
En 1990, Alemania se reunificó tras la caída del muro de Berlín en noviembre de 1989, y así lo hicieron también las selecciones de fútbol. Desde entonces, la FIFA consideró a la selección occidental alemana como la selección precursora y continuante de las estadísticas y logros de la selección alemana. El primer enfrentamiento frente a ellos tras la unificación, fue en el Mundial de 1994 de los Estados Unidos. Encuadrados en el Grupo C, un empate a un gol les valió para pasar a ambas a octavos de final, para caer ambas después en cuartos de final, evitándose así un nuevo enfrentamiento entre ambas en semifinales. El 22 de febrero del año siguiente, España empató a cero ante los germanos en un partido amistoso celebrado en Jerez.
En el año 2000, volvieron a enfrentarse en otro choque amistoso, donde el conjunto español perdió por 4-1 en tierras germanas, la que sería hasta la fecha la peor derrota sufrida por España frente a los germanos, y además, hacía 40 años que «La Furia Roja» no recibía 4 goles en contra fuera de casa. Tres años después, siendo Alemania la vigente subcampeona del mundo, España devolvería la goleada, y la derrotó por 3-1, firmando su mejor resultado frente a los germanos. En este choque, Raúl González se convirtió en el máximo goleador de la historia de la selección gracias al doblete anotado.
En su siguiente enfrentamiento, se verían por fin las caras en un final, La de la Eurocopa 2008 de Austria y Suiza, donde el conjunto ibérico venció por un gol a cero, obra de Fernando Torres en el minuto 33 de partido.esto serviría para que España levantase su segundo trofeo del Campeonato de Europa de selecciones después de 44 años, situándose en ese momento como la segunda selección del palmarés por detrás de Alemania. Dos años más tarde, sería en las semifinales del Mundial de 2010 de Sudáfrica cuando Alemania podría vengar la derrota de la final europea, pero España conseguiría imponerse de nuevo por 1-0 gracias a un tanto de Carles Puyol que metía a los españoles en su primera final mundialista, para acabar saliendo vencedor del torneo.
España, que se encontraba en su época dorada, volvería a llegar a la final de la Eurocopa 2012 de Polonia y Ucrania, donde vencería a otra de sus grandes rivales, Italia, que previamente había eliminado a la selección alemana, privándola de disputar la final contra los españoles. Debido a esto, y al posterior triunfo español, ésta igualaría a los alemanes como la selección con mayor número de títulos de Eurocopa. 
Cuatro años después, el 18 de noviembre se enfrentaron en un partido amistoso en Balaídos (Vigo), donde los germanos acudían como la vigente campeona del mundo. El partido se saldó con victoria de «Die Mannschaft» por 0-1 (gol de Toni Kroos en el minuto 89). Con esta derrota, España rompía una etapa de ocho años sin perder como local (su última derrota fue ante Rumanía el 15 de noviembre de 2006 por 0-1) y además con este encuentro se cerraba un año 2014 en el cual se había igualado el récord de 1991 como el año natural con más encuentros conociendo la derrota: cinco. Añadir para finalizar que España perdió la posesión tras seis años y 86 partidos sin hacerlo.
En marzo de 2018 disputaron un amistoso en Düsseldorf y acabó con empate a 1. A pesar de que los españoles se adelantaron muy rápido con un gol de Rodrigo Moreno en el minuto 6, Thomas Müller igualó el partido en el minuto 35.
En la edición de la Liga de Naciones 2020-21 nuevo torneo creado por la UEFA, ambas escuadras quedaron emparejadas en el grupo A4, en el partido de ida jugado en tierras alemanas firmaron un empate (1-1) y en el partido de vuelta jugado en tierras españolas la Furia Roja venció de manera contundente (6-0) a Alemania lo que fue la mayor derrota de los teutones en un partido oficial ante el combinado ibérico.
Un año después en la Copa Mundial de Fútbol de 2022 ambas escuadras volverían a encontrarse al quedar emparejadas en el Grupo E de la competición donde el resultado fue un empate (1-1) con anotaciones de Álvaro Morata para los ibéricos y Niclas Füllkrug para los teutones.
En la Eurocopa 2024 celebrada en Alemania ambos conjuntos se enfrentaron en los cuartos de final de dicha competición, los españoles se adelantaron con gol de Dani Olmo pero los anfitriones lograron el empate mediante el gol de Florian Wirtz minutos antes del final del partido mandando el pleito hasta el alargue, en el tiempo extra un cabezazo de Mikel Merino batio al portero Manuel Neuer para poner el resultado definitivo (2-1) a favor de la Furia Roja en detrimento de Alemania que es eliminada de su propio torneo, a la postre España saldría Campeón del torneo logrando su cuarto entorchado y convirtiéndose en la selección más ganadora a nivel continental. 
- Resumen contra Alemania:

| Competición      | PJ | G.ESP | E | G.ALE | Gol ESP | Gol ALE |
| ---------------- | -- | ----- | - | ----- | ------- | ------- |
| Eurocopa         | 6  | 3     | 1 | 2     | 5       | 6       |
| Mundial          | 5  | 1     | 2 | 2     | 5       | 6       |
| Liga de Naciones | 2  | 1     | 1 | 0     | 7       | 1       |
| Amistosos        | 14 | 4     | 5 | 5     | 17      | 19      |
| Resumen (3)      | 25 | 8     | 8 | 9     | 31      | 30      |

| PJ: Partidos jugados.       |
| G.ESP: Ganador España.      |
| E: Empate.                  |
| G.ALE: Ganador Alemania.    |
| Gol ESP: Goles de España.   |
| Gol ALE: Goles de Alemania. |

| Competición | PJ | G.ESP | E | G.ALE D. | Gol ESP | Gol ALE D. |
| ----------- | -- | ----- | - | -------- | ------- | ---------- |
| Amistosos   | 3  | 0     | 2 | 1        | 0       | 1          |
| Resumen     | 3  | 0     | 2 | 1        | 0       | 1          |

| PJ: Partidos jugados.                      |
| G.ESP: Ganador España.                     |
| E: Empate.                                 |
| G.ALE D.: Ganador Alemania Democrática.    |
| Gol ESP: Goles de España.                  |
| Gol ALE D.: Goles de Alemania Democrática. |

| \| Edición \| Local \| Visitante \| Local \| Visitante \| Notas \| \| -------------------- \| -------- \| ------------------ \| ------------------ \| --------- \| ---------------------- \| \| Yugoslavia 1976 \| España 1 \| Alemania Federal 1 \| Alemania Federal 2 \| España 0 \| Fase de clasificación. \| \| Francia 1984 \| - \| - \| Alemania Federal 0 \| España 1 \| Primera fase. \| \| Alemania 1988 \| - \| - \| Alemania Federal 2 \| España 0 \| Primera fase. \| \| Austria y Suiza 2008 \| - \| - \| Alemania 0 \| España 1 \| Final. \| Datos actualizados: 10 de agosto de 2012. |          |                    |                    |           |                        |
| Edición | Local    | Visitante          | Local              | Visitante | Notas                  |
| Yugoslavia 1976 | España 1 | Alemania Federal 1 | Alemania Federal 2 | España 0  | Fase de clasificación. |
| Francia 1984 | -        | -                  | Alemania Federal 0 | España 1  | Primera fase.          |
| Alemania 1988 | -        | -                  | Alemania Federal 2 | España 0  | Primera fase.          |
| Austria y Suiza 2008 | -        | -                  | Alemania 0         | España 1  | Final.                 |

| \| Edición \| Local \| Visitante \| Local \| Visitante \| Notas \| \| ------------------- \| ----- \| --------- \| ------------------ \| --------- \| ------------- \| \| Inglaterra 1966 \| - \| - \| Alemania Federal 2 \| España 1 \| Primera fase. \| \| España 1982 \| - \| - \| Alemania Federal 2 \| España 1 \| Segunda fase. \| \| Estados Unidos 1994 \| - \| - \| Alemania 1 \| España 1 \| Primera fase. \| \| Sudáfrica 2010 \| - \| - \| Alemania 0 \| España 1 \| Semifinales. \| Datos actualizados: 10 de agosto de 2012. |       |           |                    |           |               |
| Edición | Local | Visitante | Local              | Visitante | Notas         |
| Inglaterra 1966 | -     | -         | Alemania Federal 2 | España 1  | Primera fase. |
| España 1982 | -     | -         | Alemania Federal 2 | España 1  | Segunda fase. |
| Estados Unidos 1994 | -     | -         | Alemania 1         | España 1  | Primera fase. |
| Sudáfrica 2010 | -     | -         | Alemania 0         | España 1  | Semifinales.  |